# عقد 510
عقد 510 هو عقد امتد بين 1 يناير 510 و31 ديسمبر 519 بحسب التقويم الميلادي. سبقه عقد 500 ولحقه عقد 520.

## مواليد
- سيف بن ذي يزن (516)
- تالييسن (518)
- توتيلا (516)
- أتالاريك (516)
- ديوي (512)

## وفيات
- كلوفيس الأول (511)
- أناستاسيوس الأول (518)
- يوأنس الثاني (516)
- ديوسقورس الثاني (518)
- أريادني (515)
- شين يوي (513)
- سيماشوس (514)

## كتب
- Yves Denis Papin (1998). Chronologie de l'histoire ancienne. Lieu de publication non identifié: Éditions Jean-paul Gisserot. ISBN:2-87747-346-5. OCLC:40746926. مؤرشف من الأصل في 2022-03-16.
- موسوعة حضارة العالم (2002) لأحمد محمد عوف.

## روابط خارجية
- تصفح سنة بسنة عقد 510 على موقع onthisday.com
- تصفح سنة بسنة عقد 510 ابتداءً من سنة عقد 510 على موقع المكتبة الوطنية الفرنسية